# 鄞县丰氏
鄞县丰氏，又称甬上丰氏、西湖丰氏，宋、明时期浙东学术世家，追南宋豐稷为一世，出于庆元府鄞县。宋朝与楼（月湖楼氏）、史（东钱湖史氏）、郑（澥浦郑氏）并称甬上四大家族。

## 宋/元
- 豐稷（1世祖），工部、礼部尚书，谥清敏。
  - 丰安常
    - 豐存芳，豐稷孙，宋末死节
    - 丰治
    - 丰谊
      - 丰有俊，丰谊子、豐稷4世孙，淮南安抚使[1]。

## 明
- 丰初，豐稷12世孙，江西德化儒学教谕。
  - 丰庆，豐稷13世孙，丰初子，明正统己未（1439年）进士，河南布政使。
    - 丰熙，豐稷14世孙、丰庆子，明弘治十二年（1499年）殿试榜眼。
      - 丰坊，豐稷15世孙、丰熙子，明正德十四年（1519年）解元，嘉靖二年（1523年）进士[3]。
        - 丰建，豐稷16世孙、豐慶5世孙，明天启五年（1625年）进士。

明中晚期，丰氏家道衰弱，丰氏产业后归入范氏天一阁。

## 清/近现代
豐仲顏于明末自浙江宁波府鄞县迁居石门县。
- 豐鐄，清朝最后一届举人。
  - 豐子愷，散文作家，畫家，文學作家，美術作家。
    - 豐華瞻，翻译家。

## 评
- 清初全祖望在〈豐學士畫像記〉中评：“世知甬上四大姓，重圭累衮，丰氏与其一，而不知三百年之学统，绵绵延延，丰氏必参其间。”